# Nepal Airlines Corporation
Nepal Airlines Corporation  (in nepalese: नेपाल वायुसेवा निगम) è la compagnia aerea di bandiera nepalese, costituita nel 1963 e con sede legale a Katmandu, Nepal. Opera voli nazionali e internazionali con il marchio commerciale Nepal Airlines e precedentemente, fino al 2007, come Royal Nepal Airlines. L'aeroporto principale della compagnia è l'Aeroporto Internazionale Tribhuvan.
Dal 5 dicembre 2013 la Nepal Airlines è entrata nell'elenco dei vettori aerei soggetti a divieto operativo nell'UE che ha interdetto il proprio spazio aereo a tutti i vettori nepalesi, ritenuti non sufficientemente sicuri.

## Sviluppi industriali e commerciali
Indebolita da tre incidenti (di cui uno che ha provocato 18 vittime) in meno di un anno e appesantita da ingenti perdite d'esercizio annuali (170 milioni di rupie nepalesi, circa 1,5 milioni di euro), la Nepal Airlines Corporation ripone grandi speranze di ritornare competitiva nel mercato interno grazie al rinnovo della propria flotta che si è ingrandita nell'ottobre 2013 con la consegna di 6 nuovi aeromobili di fabbricazione cinese, 2 Xian MA60 e di 4 Harbin Y-12E utilizzati rispettivamente sulle rotte più lunghe e su quelle più brevi a copertura delle aree turistiche del Paese. La scelta di acquistare gli Harbin Y-12E pare essere una soluzione che servirà a rimpiazzare i de Havilland Canada DHC-6 Twin Otter in forza alla compagnia e che hanno inanellato una lunga serie di inconvenienti tecnici e di incidenti.

## Flotta

### Flotta attuale

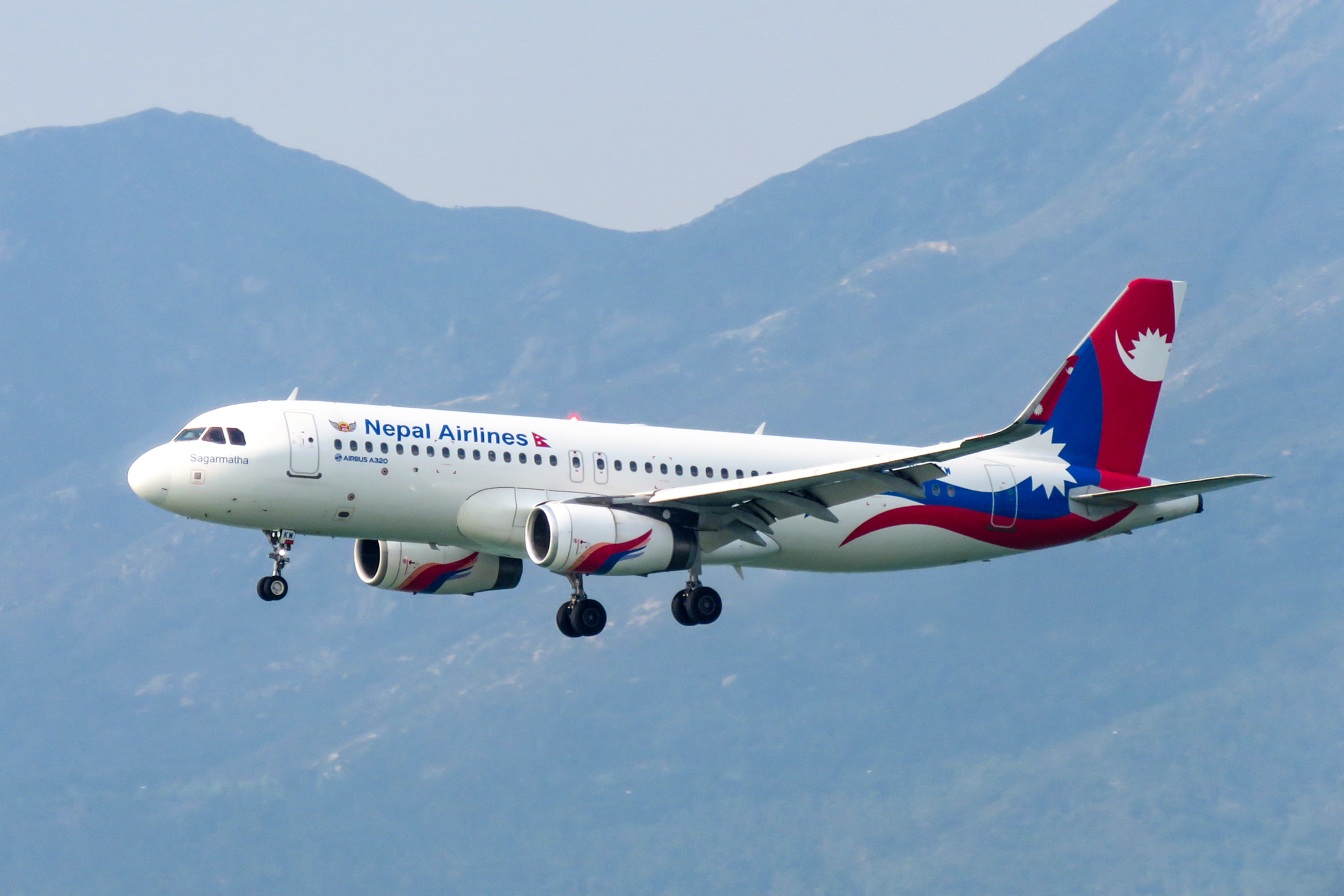
Un Airbus A320-200.

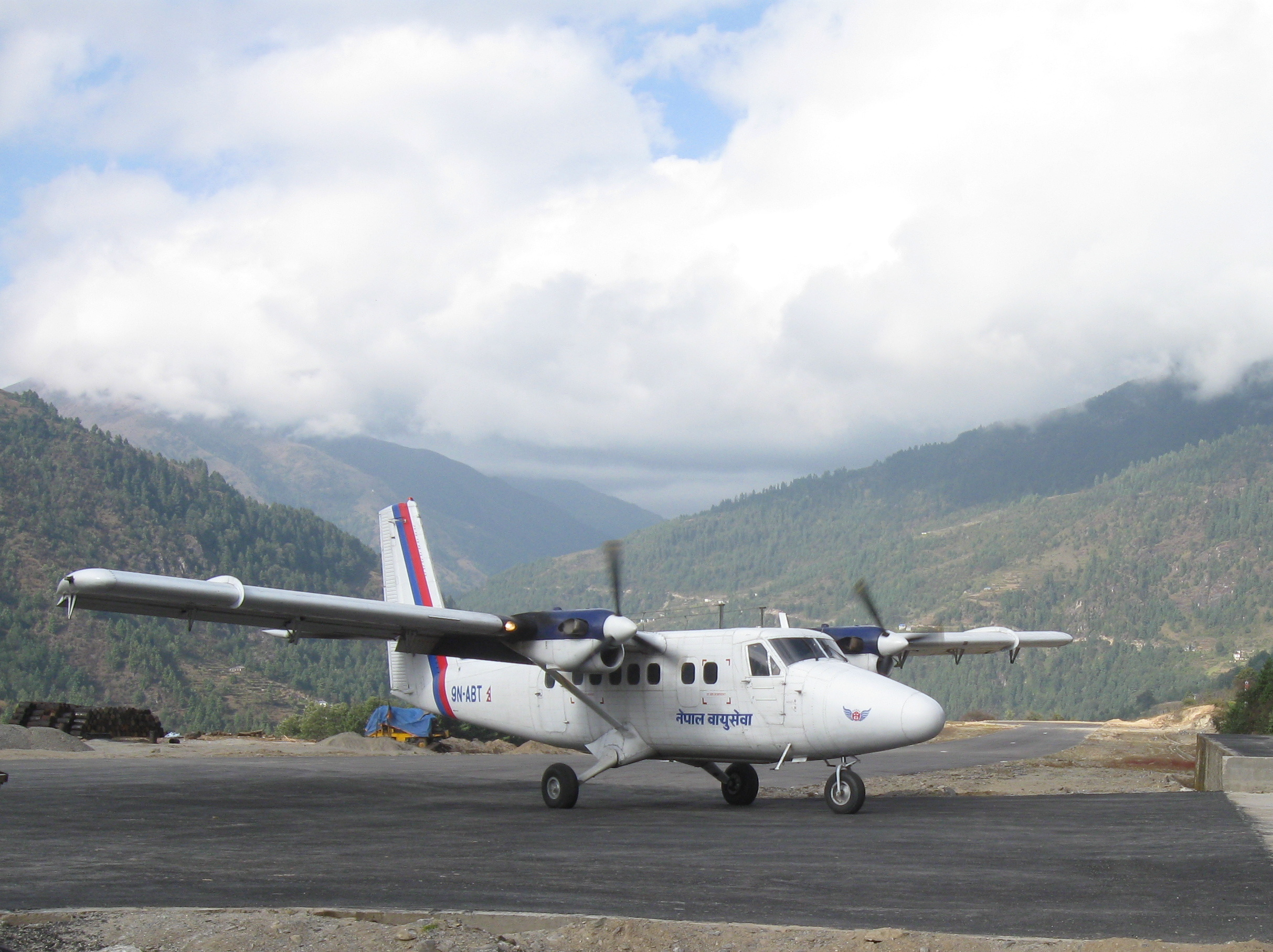
Un DHC-6 Twin Otter.

A novembre 2024, la flotta di Nepal Airlines è composta dai seguenti aerei:

### Flotta storica

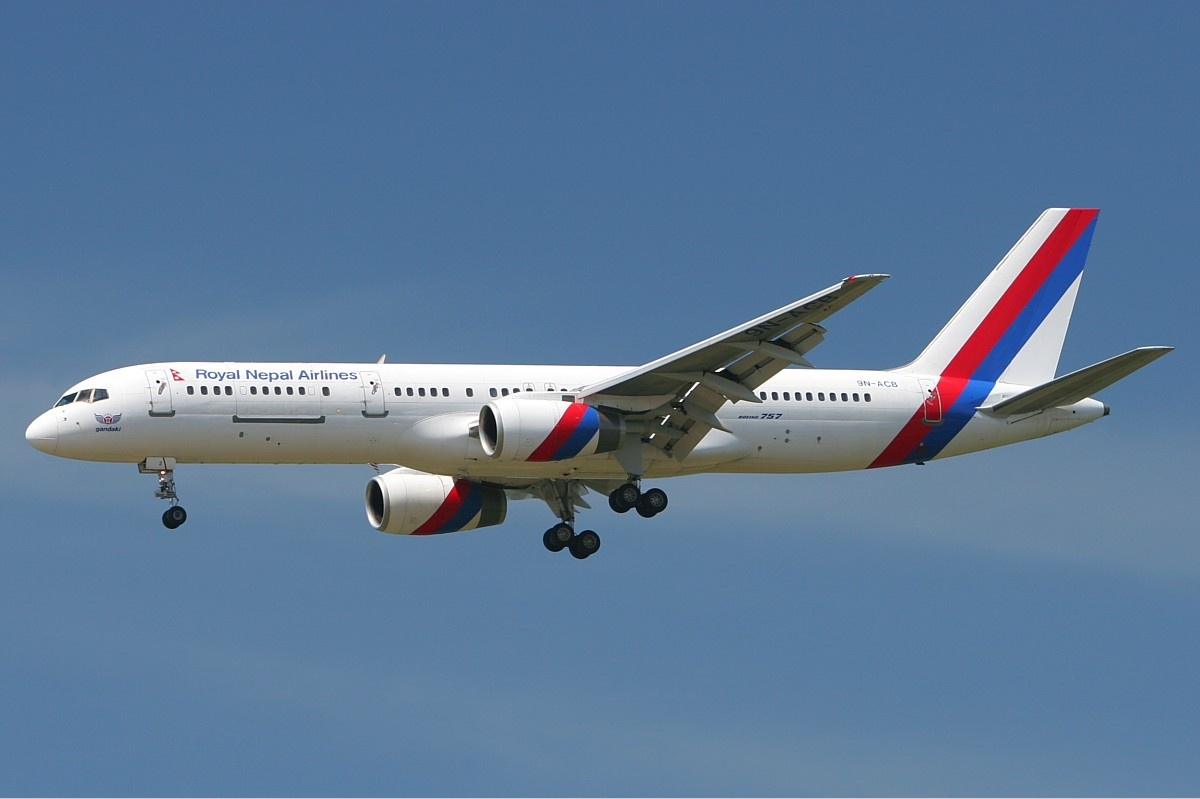
Un Boeing 757-200.

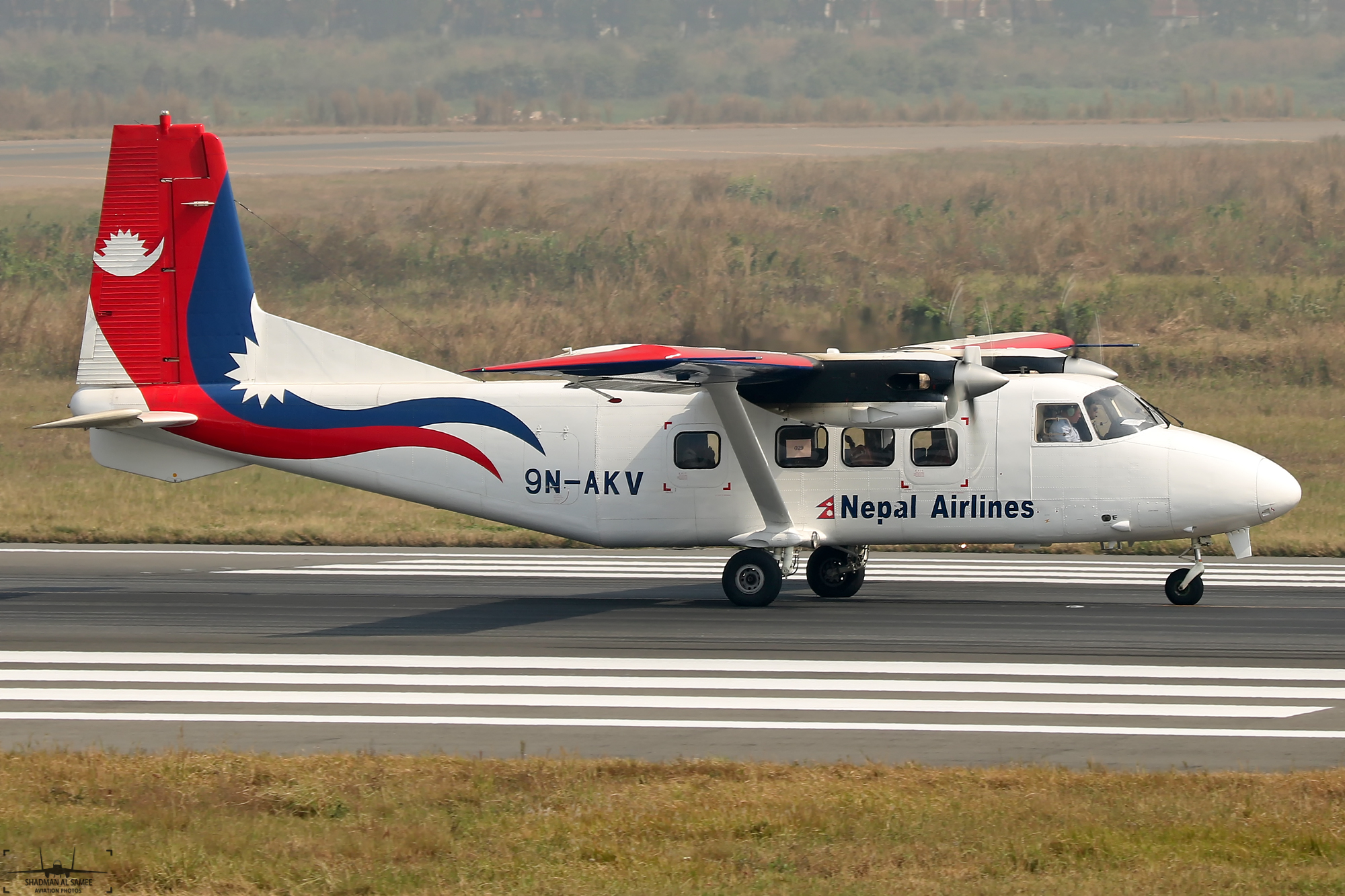
Un Harbin Y-12.

Nel corso degli anni, Nepal Airlines ha operato con i seguenti aeromobili:

## Incidenti
- 16 febbraio 2014: il volo Nepal Airlines 183, operato da un de Havilland Canada DHC-6 Twin Otter con marche 9N-ABB e in collegamento fra Katmandu e Jumla, si schianta contro una montagna a più di 2 000 metri di altezza a breve distanza dalla destinazione: perdono la vita tutti i 18 a bordo.
- 7 marzo 2014: al de Havilland Canada DHC-6 Twin Otter con marche 9N-ABU in volo da Tribhuvan a Lamidanda, si incendia il motore destro in fase di decollo all'altezza di circa 30 metri. Il pilota riesce ad affettuare un atterraggio di emergenza e a evitare vittime.
- 27 luglio 2000: il de Havilland Canada DHC-6 Twin Otter con marche 9N-ABP in volo fra Bajhang e Dhangadhi si schianta contro degli alberi a 1 300 metri di altezza: muoiono tutti i 25 a bordo.